# Linia kolejowa nr 604
Linia kolejowa nr 604 – drugorzędna, jednotorowa, zelektryfikowana linia kolejowa łącząca stację Kraków Płaszów ze stacją Kraków Prokocim Towarowy (rejon PrA).